# Jonathan Félisaz
Jonathan Félisaz (ur. 26 października 1985 r. w Chamonix) – francuski narciarz, specjalista kombinacji norweskiej, zawodnik klubu CS Argentière.

## Kariera
Po raz pierwszy na arenie międzynarodowej Jonathan Félisaz pojawił się 14 grudnia 2002 roku, kiedy wystartował w zawodach Fis Race w niemieckim Klingenthal. Zajął tam 28. miejsce w zawodach metodą Gundersena. W Pucharze Świata B pojawił się w sezonie 2004/2005. W zawodach tego cyklu startował do sezonu 2010/2011, najlepszy wynik osiągając w edycji 2006/2007, którą zakończył na siódmym miejscu w klasyfikacji generalnej. W tym czasie dwukrotne stawał na podium: 19 stycznia 2007 roku w Val di Fiemme był trzeci w starcie masowym, a 20 stycznia 2008 roku w Chaux-Neuve zajął drugie miejsce w sprincie. W 2004 roku wziął udział w Mistrzostwach Świata Juniorów w Stryn, gdzie był między innymi szósty w zawodach drużynowych oraz dwunasty w Gundersenie. Rok później, podczas Mistrzostw Świata Juniorów w Rovaniemi wystartował tylko w sprincie, plasując się na 28. pozycji.
W Pucharze Świata zadebiutował 30 listopada 2007 roku w Ruce, gdzie zajął 35. miejsce w Gundersenie. W sezonie 2007/2008 pojawił się jeszcze czterokrotnie, przy czym 15 grudnia zdobył swoje pierwsze pucharowe punkty w austriackim Ramsau, gdzie uplasował się na 28. miejscu w starcie masowym. W klasyfikacji generalnej zajął ostatecznie 50. miejsce. Najlepsze wyniki w PŚ osiągnął w sezonie 2008/2009, w którym zajął 41. lokatę. Félisaz nigdy nie stanął na podium zawodów PŚ, najlepszy wynik osiągając 17 stycznia 2010 roku w Chaux-Neuve, gdzie zajął dwunaste miejsce w Gundersenie. W lutym 2009 roku wystąpił na Mistrzostwach Świata w Libercu, jednak plasował się poza czołową trzydziestką. W lecie 2009 roku osiągnął swój największy sukces, zajmując drugie miejsce w klasyfikacji końcowej dwunastej edycji Letniego Grand Prix w kombinacji norweskiej, ulegając tylko Niemcowi Tino Edelmannowi. W czterech konkursach Francuz dwukrotnie stawał na podium: 8 sierpnia w Hinterzarten i 10 sierpnia w Val di Fiemme zajmując drugie miejsce w Gundersenie. W pozostałych konkursach był siódmy i dwunasty.
Sezon 2009/2010 ukończył na 46. pozycji. Lepiej spisywał się w Pucharze Kontynentalnym, w którym zajął między innym czwarte miejsce w norweskim Høydalsmo. W lutym 2010 roku wystąpił na Igrzyskach Olimpijskich w Vancouver, gdzie w swoim jedynym starcie, zawodach metodą Gundersena na normalnym obiekcie zajął 30. miejsce. Była to ostatnia duża impreza w jego karierze. Ostatni oficjalny występ zaliczył 13 lutego 2011 roku zawodach Pucharu Kontynentalnego w Szczyrku, zajmując 33. miejsce w Gundersenie. W 2011 roku postanowił zakończyć karierę.

## Osiągnięcia

### Igrzyska Olimpijskie
| Miejsce | Dzień     | Rok  | Miejscowość | Konkurencja           | Wynik zwycięzcy | Strata      | Zwycięzca           |
| ------- | --------- | ---- | ----------- | --------------------- | --------------- | ----------- | ------------------- |
| 30.     | 14 lutego | 2010 | Vancouver   | Gundersen HS106/10 km | 25:47.1 min     | +1:50.6 min | Jason Lamy Chappuis |

### Mistrzostwa świata
| Miejsce | Dzień     | Rok  | Miejscowość | Konkurencja              | Wynik zwycięzcy | Strata      | Zwycięzca    |
| ------- | --------- | ---- | ----------- | ------------------------ | --------------- | ----------- | ------------ |
| 32.     | 20 lutego | 2009 | Liberec     | Start masowy HS100/10 km | 276.0 pkt       | -119.0 pkt  | Todd Lodwick |
| 40.     | 22 lutego | 2009 | Liberec     | Gundersen HS100/10 km    | 24:22.3 min     | +4:28.6 min | Todd Lodwick |

### Mistrzostwa świata juniorów
| Miejsce | Dzień    | Rok  | Miejscowość | Konkurencja         | Wynik zwycięzcy | Strata      | Zwycięzca    |
| ------- | -------- | ---- | ----------- | ------------------- | --------------- | ----------- | ------------ |
| 12.     | 4 lutego | 2004 | Stryn       | Gundersen K90/10 km | 26:06.3 min     | +4:42.4 min | Petter Tande |
| 6.      | 6 lutego | 2004 | Stryn       | Sztafeta K90/4x5    | 58:03.0 min     | +3.14.0 min | Norwegia     |
| 30.     | 8 lutego | 2004 | Stryn       | Sprint K90/7.5 km   | 14:02.1 min     | +2:19.4 min | Petter Tande |
| 28.     | 26 marca | 2005 | Rovaniemi   | Sprint HS100/5.0 km | 14:02.1 min     | +2:16.8 min | Petter Tande |

### Puchar Świata

#### Miejsca w klasyfikacji generalnej
- sezon 2007/2008: 50.
- sezon 2008/2009: 41.
- sezon 2009/2010: 46.
- sezon 2010/2011: niesklasyfikowany

#### Miejsca na podium chronologicznie
Félisaz nigdy nie stanął na podium indywidualnych zawodów Pucharu Świata.

### Puchar Kontynentalny

#### Miejsca w klasyfikacji generalnej
- sezon 2004/2005: 93.
- sezon 2005/2006: 38.
- sezon 2006/2007: 7.
- sezon 2007/2008: 10.
- sezon 2009/2010: 60.
- sezon 2010/2011: 56.

#### Miejsca na podium chronologicznie
| Nr | Data             | Miejscowość   | Konkurencja              | Wynik zwycięzcy | Pozycja | Strata    | Zwycięzca      |
| -- | ---------------- | ------------- | ------------------------ | --------------- | ------- | --------- | -------------- |
| 1. | 19 stycznia 2007 | Val di Fiemme | Start masowy HS106/10 km | 252.0 pkt       | 3.      | -11.0 pkt | Matthias Menz  |
| 2. | 20 stycznia 2008 | Chaux-Neuve   | Sprint HS100/7.5 km      | 19:52.8 min     | 2.      | +8.1 s    | Mikko Kokslien |

### Letnie Grand Prix

#### Miejsca w klasyfikacji generalnej
- 2005: 21.
- 2007: 27.
- 2008: 25.
- 2009: 2.
- 2010: 41.

#### Miejsca na podium chronologicznie
| Nr | Data             | Miejscowość   | Konkurencja           | Wynik zwycięzcy | Pozycja | Strata | Zwycięzca        |
| -- | ---------------- | ------------- | --------------------- | --------------- | ------- | ------ | ---------------- |
| 1. | 8 sierpnia 2009  | Hinterzarten  | Gundersen HS108/10 km | 27:17.1 min     | 2.      | +1.8 s | Ronny Heer       |
| 2. | 10 sierpnia 2009 | Val di Fiemme | Gundersen HS134/10 km | 22:57.3 min     | 2.      | +8.1 s | Christoph Bieler |